# Mukhra Thuthai Haphong
Der Mukhra Thuthai Haphong (auch Mukhrathuthai Haphong) ist ein Berg in der Nähe des Dreiländerecks zwischen Bangladesch, Indien und Myanmar.

## Lage
Der Gipfel des Bergs liegt im Südosten Bangladeschs in der Upazila Belaichori im Süden des zu den Chittagong Hill Tracts der Division Chittagong gehörenden Distrikts Rangamati in den Mizo Hills, einer Hügelkette, die einen südlichen Ausläufer des Himalaya bildet, wenige hundert Meter westlich der Grenze zu Myanmar. Die Flanken des Berges erstrecken sich bis in den Distrikt Mindat im myanmarischen Chin-Staat und in den Distrikt Lawngtlai im indischen Bundesstaat Mizoram hinein. Den Grenzpunkt zwischen den drei Staaten bildet der Tinmukh oder Tinmatha pillar Peak, eine kleine Erhebung an der Nordflanke des Berges in etwa 500 Meter Entfernung vom Gipfel. 
Die nächste bewohnte Siedlung ist das etwa zwei Kilometer südwestlich des Gipfels auf einer Höhe von etwa 620 Meter gelegene Bergdorf Dhupanichora Para.

## Höhe
Im Rahmen einer Exkursion des BD Explorer wurde im Juli 2013 die Höhe des Mukhra Thuthai Haphong ermittelt. Die mit GPS gemessene Höhe betrug 3128 Feet (953 Meter). ACME Mapper gibt die Höhe des Berges mit 954 Meter an. Damit zählt der Mukhra Thuthai Haphong zu den zehn höchsten Bergen Bangladeschs.
Der nächstgelegene Berg, der höher ist als der Mukhra Thuthai Haphong, ist der Maithai Jama Haphong (966 m). Noch höher ist der etwa sieben Kilometer nördlich gelegene Dumlong (997 m). Etwa zehn bis fünfzehn Kilometer südwestlich des Mukhra Thuthai Haphong liegen weitere Berge, die mit einer Höhe von über 900 Metern zu den höchsten Erhöhungen Bangladeschs zählen, darunter der Keokradong (980 m), der Thingdawl Te Tlang (944 m), der Kapital Hill (933 m) und der Kreikung Taung (925 m). Etwa 22 Kilometer südlich des Mukhra Thuthai Haphong liegt der Mowdok Mual, der mit einer Höhe von 1045 Meter der höchste Berg Bangladeschs ist.